# محمد سماك
محمد السماك (1936 بيروت -)، مفكر وكاتب سعودي من أصل لبناني، وهو الأمين العام للجنة الوطنية الإسلامية المسيحية للحوار، وعضو مجلس إدارة مركز الملك عبد الله بن عبد العزيز العالمي للحوار بين أتباع الأديان والثقافات. تخصص في دراسات العلوم والسياسة والفكر الإسلامي. يعمل حالياً مستشاراً لمفتي الجمهورية اللبنانية؛ وعمل في السابق مستشاراً للرئيس رفيق الحريري.
يشغل أيضا مركز الأمين العام للأمانة الدائمة للقمة الروحية الإسلامية في لبنان. كما أنه عضو في عدد من اللجان والمجالس والهيئات اللبنانية والعربية، مثل: «المجلس الرئاسي للمؤتمر العالمي للدين من أجل السلام»، في نيويورك؛ و«نقابة الصحافة» و«اتحاد الكتاب في لبنان»؛ واتحاد الصحفيين العرب.
عضو في مجلس إدارة جريدة المستقبل؛ وكاتب مقال في الصحف التالية: المستقبل اللبنانية؛ والاتحاد الإماراتية؛ والشروق المصرية. وتتناول مقالاته مواضيع سياسية، وأموراً تتعلق بالحوار الإسلامي-المسيحي وحوار الحضارات.
حصل محمد السماك على الجنسية السعودية في نوفمبر عام 2021م.

## المؤلفات
له مؤلفات عدة حول الإسلام، والسياسة، والحوار الإسلامي المسيحي، منها:
| الكتاب                                                               | التاريخ | المصدر            |
| -------------------------------------------------------------------- | ------- | ----------------- |
| الأزمة اللبنانية في دوامة الصراعات العربية                           | 1984م   |                   |
| النبوءة والسياسة (ترجمة)                                             | 1989م   | تأليف: جريس هالسل |
| الأقليات بين العروبة والإسلام                                        | 1990م   |                   |
| تبعية الإعلام الحر                                                   | 1991م   |                   |
| استراتيجية الرّبط العربية بين النفط والسياسة                          | 1991م   |                   |
| تأملات في الإنسان والدين والسياسة                                    | 1991م   |                   |
| هل الإسلام هو الهدف                                                  | 1993م   |                   |
| موقع الاسلام في صراع الحضارات                                        | 1995م   |                   |
| موقع الاسلام في صراع الحضارات                                        | 1995م   |                   |
| التحولات المشرقية في السياسة المغربية                                | 1996م   |                   |
| مقدمة إلى للحوار المسيحي الإسلامي                                    | 1997م   |                   |
| الإرهاب والعنف السياسي                                               | 1999م   |                   |
| يد الله: لماذا تضحي الولايات المتحدة بمصالحها من أجل إسرائيل (ترجمة) | 2001م   | تأليف: غريس هالسل |
| الدين في القرار الأميركي                                             | 2003م   | [ 7 ]             |
| الصهيونية المسيحية                                                   | 2004م   |                   |
| القدس قبل فوات الأوان                                                | 2006م   |                   |
| عندما احتلّ المسلمون جبال الألب                                       | 2006م   | [ 8 ]             |
| المسلمون والتحديات المعاصرة                                          |         |                   |
| الإسلام وصراع الحضارات                                               |         |                   |
| الحوار بين الأديان: وجهات نظر عبر الثقافات                           |         | [ 9 ] [ 10 ]      |

## الجوائز
- جائزة الملك فيصل العالمية في خدمة الإسلام عام 2024م.[11]